# CH-149 コルモラント
CH-149 コルモラント
カナダ空軍グリーンウッド基地の近くを飛行中のCH-149 コルモラント
- 用途：汎用ヘリコプター
- 製造者：アグスタウェストランド
- 運用者： カナダ（カナダ軍）
- 初飛行：1987年10月9日
- 生産数：15機
- 運用状況：現役

CH-149 コルモラント(CH-149 Cormorant)はアグスタウェストランド AW101のカナダ軍向けである捜索救難ヘリコプター。

## 開発
カナダ政府は1987年にCH-124 シーキング艦載ヘリコプターとCH-113 ラブラドル捜索救難ヘリコプターの代替機種としてAW101を48機調達する計画であった。カナダ軍は、それぞれCH-148 ペトレル、CH-149 チモと指定した。
しかし、政権交代によって取得計画は1993年にキャンセルされたため、違約金を支払うこととなった。老朽化したCH-124 シーキングとCH-113 ラブラドルに延命改修を施し、運用を続けていたが、1998年にCH-113 ラブラドルの代替としてAW101の採用を再度決定した。
ペトレルとチモの取得時とは異なり、CH-149 コルモラントはイギリスとイタリアでの製造となった。2001年に2機が納入され、翌年にカナダ空軍へ引き渡された。CH-124 シーキング代替機入札においてもAW101が名乗りをあげたが、シコルスキー S-92が選定された。

## 運用の歴史

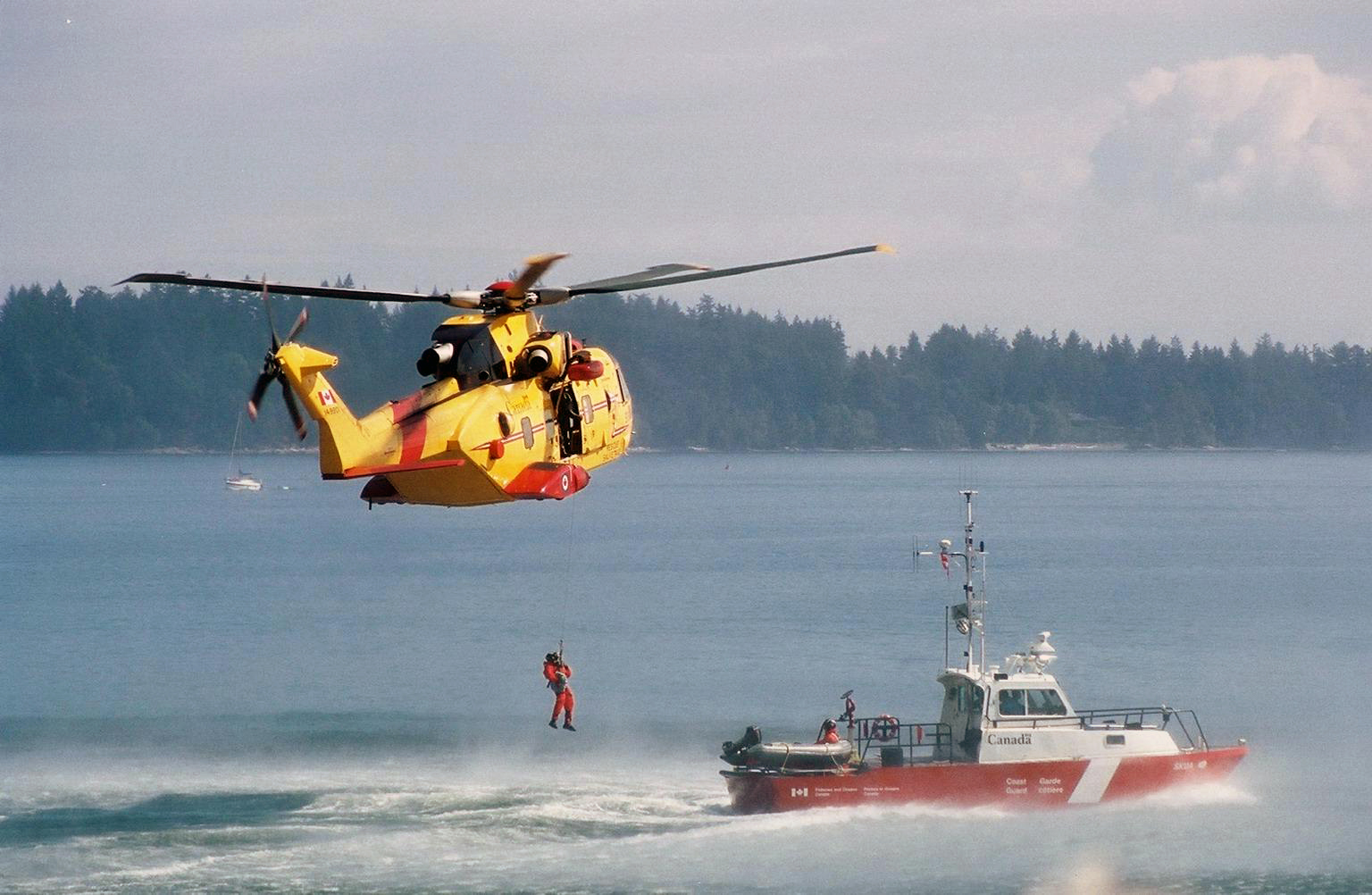
カナダ沿岸警備隊のカッターと行動するコルモラント

最初の任務は、2002年に行われた第442飛行隊によるヘカテ海峡沖合200kmでの商船からの救助である。さらに第103飛行隊のCH-149は、ニューファンドランド沖でのコンテナ船の救出作戦において1,200km往復を成功させた。この成功にはアイルランドにある2つの石油プラントでの補給が鍵となった。

## 運用者
カナダ
- カナダ軍
  - 第103捜索救難飛行隊
  - 第413飛行隊 RCAF
  - 第442飛行隊 RCAF

## 仕様 (CH-149)
諸元
- 乗員: 5
- 定員: 兵員30名、または担架16
- 全長: 22.81 m （74 ft 10 in）
- 全高: 6.65 m （21 ft 10 in）
- ローター直径: 18.59 m （61 ft 0 in）
- 空虚重量: 10,500 kg （23,150 lb）
- 有効搭載量: 12,000 lb （5,443 kg）
- 最大離陸重量: 14,600 kg （32,188 lb）
- 動力: GE T700-T6A1 ターボシャフト、1286 kW （1,723 shp）   × 3

性能
- 超過禁止速度: 192 mph, 309 km/h=M0.25 （167 knots）
- 航続距離: 863 mi, 1389 km （750 nm）
- 実用上昇限度: 4575 m （15,000ft）
- 上昇率: 10.2 m/s （2000 ft/min）
- 円板荷重: 11.01 lb/ft² （53.8 kg/m²）
- 馬力荷重（プロペラ）: 284.9 W/kg （0.174 shp/lb）